# All That Jazz - Lo spettacolo comincia
All That Jazz - Lo spettacolo comincia (All That Jazz) è un film del 1979 diretto da Bob Fosse, interpretato da Roy Scheider, Jessica Lange e da un folto gruppo di attori comprimari.
Storia autobiografica, caratterizzata da grande cura per le coreografie, musiche, ritmo, e da una sorta di omaggio anche a 8½, ottenne ben quattro Oscar relativi al settore artistico-tecnico. Il film prende il titolo dall'omonima canzone del musical con la regia di Fosse Chicago. Presentato in concorso al Festival di Cannes 1980, ha vinto la Palma d'oro come miglior film ex aequo con Kagemusha - L'ombra del guerriero di Akira Kurosawa.
Nel 2001 è stato scelto per la conservazione nel National Film Registry della Biblioteca del Congresso degli Stati Uniti.

## Trama
Joe Gideon, affermato attore, ballerino e coreografo di musical e danza moderna, lavora alla preparazione del suo nuovo spettacolo, iniziando con il casting dei ballerini sul palco del teatro, sotto gli occhi vigili dei produttori, del compositore delle musiche e della ex moglie, anch'ella ballerina del musical per la quale Joe ha scritto il copione. Contemporaneamente, in scene immaginarie, parla e risponde alle domande di Angelica, una dama vestita di bianco, sulla sua vita, sulle origini della sua carriera e sulle donne della sua vita; la dama bianca non è una figura angelica o una fata ma è una sorta di angelo della morte, ella ascolta con interesse e simpatia quello che lui le racconta.
Joe le racconta del suo esordio in uno spettacolo di vaudeville, che andava in onda subito dopo l'esibizione di alcune spogliarelliste; esse giocavano ad eccitarlo di proposito dietro le quinte tanto che, prima di una sua esibizione di tip-tap, ebbe un'eiaculazione ben visibile sui suoi pantaloni, rendendolo ridicolo al pubblico. Nonostante questa iniziale figuraccia, lui continuò la sua carriera di ballerino divenendo un grande artista: fondò una compagnia di ballo e si esibì in spettacoli di grande impegno e fascino, anche con scene di semi-nudo scandalose.
Nella vita privata non manca di sposarsi e di avere una figlia ma, mentre lui ama molto la figlia, con la moglie nascono troppi problemi: la sua professione infatti gli offre molteplici occasioni per avere innumerevoli amanti. La sua carriera va a gonfie vele ma il logorio fisico è grande tanto che il cuore comincia a soffrirne in maniera pesante e, arrivato alla soglia dei cinquanta anni, ha consumato la sua speranza di vita; ricoverato in un ospedale ed operato non gli basterà per salvarsi.
La parte finale del film è un grande musical, con scenografie dedicate al sistema circolatorio. Appaiono tutte le persone importanti della sua vita, incluse le spogliarelliste, la moglie e la figlia, grande spettacolo musicale col ritornello di "I think I'm gonna die". Poi alla fine, il buio e l'apparizione della signora in bianco, verso cui Joe si incammina nell'apoteosi finale del musical, mentre, come in un atroce contrappasso, la chiusura di un sacco per cadaveri si sigilla sul suo corpo.

## Riconoscimenti
- 1979 - Los Angeles Film Critics Association Award
  - Candidatura Miglior attore protagonista a Roy Scheider
- 1979 - New York Film Critics Circle Award
  - Candidatura Migliore regia a Bob Fosse
- 1980 - American Cinema Editors
  - Miglior montaggio ad Alan Heim
- 1980 - Festival di Cannes
  - Palma d'oro a Bob Fosse
- 1980 - Golden Globe
  - Candidatura Miglior attore in un film commedia o musicale a Roy Scheider
- 1980 - National Society of Film Critics Award
  - Candidatura Miglior attore protagonista a Roy Scheider
- 1980 - Premio Oscar
  - Migliore scenografia a Philip Rosenberg, Tony Walton, Edward Stewart e Gary J. Brink
  - Migliori costumi a Albert Wolsky
  - Miglior montaggio a Alan Heim
  - Miglior colonna sonora a Ralph Burns
  - Candidatura Miglior film a Robert Alan Arthur
  - Candidatura Migliore regia a Bob Fosse
  - Candidatura Miglior attore protagonista a Roy Scheider
  - Candidatura Migliore sceneggiatura originale a Bob Fosse e Robert Alan Arthur
  - Candidatura Migliore fotografia a Giuseppe Rotunno
- 1981 - Awards of the Japanese Academy
  - Candidatura Miglior film straniero
- 1981 - Bodil Award
  - Miglior film straniero a Bob Fosse
- 1981 - Premio BAFTA
  - Migliore fotografia a Giuseppe Rotunno
  - Miglior montaggio a Alan Heim
  - Candidatura Miglior attore protagonista a Roy Scheider
  - Candidatura Migliore scenografia a Philip Rosenberg
  - Candidatura Migliori costumi a Albert Wolsky
  - Candidatura Miglior sonoro a Maurice Schell, Christopher Newman e Dick Vorisek